# Сунчаница (филм)
Сунчаница (рус. Солнечный удар) руска је историјска филмска драма у режији Никите Михалкова из 2014. Сценарио је делимично заснован на краткој причи Сунчаница и дневнику Проклети дани руског нобеловца Ивана Буњина. Радња се одиграва у војном логору 1920. за време Црвеног терора на Криму, где су заробљени Белогардисти, међу којима се налази и неименовани поручник. Поручник, покушавајући да одговори на сопствено питање како је дошло до таквог хаоса, присећа се лета 1907, када се страствено заљубио у незнанку на речном пароброду. У позадини догађаја на осунчаном броду приказује се низ корумпираних, лењих, таштих и порочних појединаца, са сугестијом да све историјске трагедије, па и трагедија руске историје двадесетог века, започињу много раније у ситницама на које нико не обраћа пажњу.
Ова два плана одигравања радње супротстављена су и на формалном нивоу. Сећања из 1907. дочарана су живим бојама, осунчаним пејзажима, динамичним кадровима и елементима магичног реализма, док су сцене у логору обојене палетом мрачнијих боја и суморним пејзажима. Такође, сцене у логору садрже низ референци на пропаганде совјетске филмове, укључујући и референцу на сцену са колицима за бебе из филмског ремек-дела Оклопњача Потемкин, коју је Михалков снимио на истим степеницама у Одеси, на којима је Сергеј Ајзенштајн 1925. снимио своју чувену сцену. Главне улоге су додељене непознатим глумцима, док је једна од споредних улога додељена српском глумцу Милошу Биковићу.
Пошто је завршен непосредно након избијања Кримске кризе, филм о руској историји на Криму се није допао селекторима Филмског фестивала у Венецији, те су одбили да га уврсте у такмичарски програм. Након овог одбијања, Михалков је одлучио да се светска премијера одржи у Београду, као вид обележавања сећања на Србију, која је примила многобројне белогардисте и руске избеглице након Октобарске револуције. Филм је махом био игнорисан и критикован на западу као Путинова пропаганда, док је у Русији изазвао опречна мишљења и изазвао различите полемике у друштву.